# Ruriken

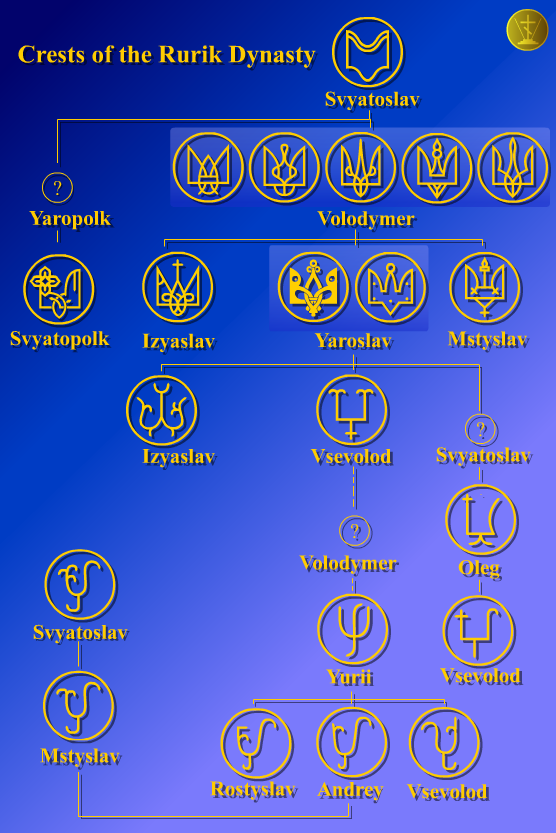
Ruriken

De Ruriken of Rurikiden zouden volgens de traditionele Moskovitische geschiedschrijving een Oost-Slavische dynastie zijn geweest die eind 9e eeuw door een legendarische stamvader zou zijn gesticht, namelijk ene Rurik. Of hij daadwerkelijk heeft bestaan of een verzinsel is van latere schrijvers wordt door moderne historici betwist. Volgens de stichtingsmythe verhaald in de Primaire Kroniek, die pas meer dan 350 jaar later werd geschreven, zouden Rurik en zijn broers Varjaagse Vikingen zijn geweest (waarschijnlijk afkomstig uit het huidige Zweden), die door de lokale bevolking zouden zijn "uitgenodigd" om over hen te regeren omdat ze er zelf een puinhoop van maakten. Ruriks broers stierven al snel en zelf zou hij opgevolgd worden door zijn "verwant", Oleg de Wijze, hoewel hun precieze verwantschap een raadsel is.
Oleg stond rond het jaar 880 aan de wieg van het Kievse Rijk (Kievse Roes). Hun afstammelingen zouden tevens regeren over onder meer de Republiek Novgorod, het Vorstendom Polotsk, het Vorstendom Galicië-Wolynië, het Vorstendom Tsjernigov, het grootvorstendom Moskou en het tsaardom Rusland (tot 1598, toen tsaar Vasili IV van Rusland stierf). De heersers van het Kievse Rijk hadden de titels knjaz en later vjeliki knjaz. Deze laten zich vertalen als respectievelijk vorst en grootvorst. 
Het is pas in de 15e eeuw voordat er voor het eerst in overgeleverde geschriften sprake is van een idee van een "dynastie", die terug zou gaan op deze Rurik, hoewel hij nooit vorst van Kiev is geweest en de chronologieën en koningslijsten altijd met Oleg beginnen. Met name in 16e-eeuws Moskovië werd door hofgeschiedschrijvers het idee gepropageerd dat er zoiets zou zijn geweest als een "Rurikiden-dynastie", waar de vorsten van Moskou hoogstpersoonlijk zelf allemaal rechtstreeks vanaf zouden stammen. Dat niet alleen: het Stepennaia kniga beweerde zelfs dat Rurik ook nog zou afstammen van ene Prus, zogenaamd een broer van Julius Caesar. Geen enkele moderne historicus neemt die bewering echter nog serieus. Desalniettemin gaan velen nog wel uit van het bestaan van Rurik, al was het maar omdat de term "Rurikiden" voor het vorstenhuis van het Kievse Rijk inmiddels zo gangbaar is geworden in de historiografie en genealogie.
Halverwege de 12e eeuw veranderde het Kievse Rijk in een groep losstaande vorstendommen, die werden beheerst door verschillende vertakkingen van de Ruriken. Het vorstendom van Moskou won de strijd om overheersing van de staten aan het eind van de 15e eeuw. Sinds de heerschappij van Ivan III gebruikte de Moskouse tak van de Rurikdynastie de titel "Tsaar van heel Rusland". Deze tak heerste over de staat Moskovië. 
Een aantal adellijke families, zowel in Rusland (Dolgorukov, Repnin, Gorchakov, Gagarin), als in andere landen die vroeger vielen onder het Pools-Litouwse Gemenebest (Ostrogski, Wareg-Massalski, Czetwertyński), beweren af te stammen van de Ruriken.